# Damage (álbum de Jimmy Eat World)
Damage é o oitavo álbum de estúdio da banda rock norte-americana Jimmy Eat World, lançado em 11 de junho de 2013 pela RCA Records.

## Faixas
Todas as letras escritas por Jimmy Eat World. 
| N.º            | Título                  | Duração |  |
| 1.             | "Appreciation"          | 3:17    |  |
| 2.             | "Damage"                | 3:08    |  |
| 3.             | "Lean"                  | 3:05    |  |
| 4.             | "Book of Love"          | 3:56    |  |
| 5.             | "I Will Steal You Back" | 3:29    |  |
| 6.             | "Please Say No"         | 4:41    |  |
| 7.             | "How'd You Have Me"     | 3:43    |  |
| 8.             | "No, Never"             | 3:51    |  |
| 9.             | "Byebyelove"            | 4:32    |  |
| 10.            | "You Were Good"         | 4:14    |  |
| Duração total: | Duração total:          | 37:52   |  |

| Edição Japonesa |            |         |  |
| N.º             | Título     | Duração |  |
| 11.             | "Step One" | 3:15    |  |

## Tabelas musicais
Damage estreou na posição 14 da Billboard 200, após vender ao menos 24 700 cópias em sua primeira semana de vendas nos Estados Unidos.
| Paradas                                 | Melhor posição |
| --------------------------------------- | -------------- |
| Estados Unidos (Billboard 200)          | 14             |
| Estados Unidos (Top Alternative Albums) | 2              |
| Estados Unidos (Top Rock Albums)        | 4              |
| Reino Unido (UK Albums Chart)           | 38             |

## Créditos

### Jimmy Eat World
- Jim Adkins - vocalista, guitarra
- Tom Linton - guitarra, vocalista de apoio, órgão (10)[8]
- Rick Burch - baixo
- Zach Lind - bateria

### Músicos de apoio
- Alain Johannes - guitarra (10)[8]

### Gravação
- Alain Johannes - produção
- Jimmy Eat World - produção
- James Brown - mixagem
- Ted Jensen - masterização

### Arte
- Morning Breath Inc. - direção de arte, design
- Michael Elins - fotografia